# Planetary Transportation Systems
Die Planetary Transportation Systems GmbH (PTS) ist ein in Kleinmachnow bei Berlin ansässiges Raumfahrtunternehmen. Sie entwickelt das unbemannte Mondlandegerät „Alina“ und strebt damit mehrere Mondlandungen an.
Planetary Transportation Systems führt seit 2019 das Geschäft der insolventen PTScientists GmbH fort, die aus dem 2009 gegründeten Teilnehmerteam Part Time Scientists des Mondlandewettbewerbs Google Lunar X-Prize hervorgegangen war. 2017 verließen die Part Time Scientists den Wettbewerb und stellten ein Konzept für eine kommerzielle Mondlandemission vor. Seitdem wird versucht, die Transportkapazität dieses Flugs zu vermarkten. Außerdem ist das Unternehmen mit Alina an einem Konsortium beteiligt, das im Auftrag der Europäischen Weltraumagentur (ESA) einen Vorschlag für eine wissenschaftliche Mondmission Mitte der 2020er Jahre erarbeitet. PTS entwickelt die Elektronik und das Betriebssystem für eine zusätzliche Oberstufe der Ariane 6.

## Geschichte
Im Juni 2009 wurde das Team „Part-Time Scientists“ gegründet, um am Google Lunar X-Prize (GLXP) teilzunehmen. Zu diesem Zeitpunkt hatten sich bereits zehn andere Teams angemeldet. Im nachfolgenden Jahr wurde die Part-Time Scientists GmbH gegründet. Anfang 2015 konnte das Team zwei Siege in den Kategorien „Mobility“ und „Vision“ und insgesamt 750.000 US-Dollar Preisgeld bei den sogenannten „Milestone Prizes“ des GLXP erzielen.
Am 23. Juni 2015 wurde auf dem Advertising Festival in Cannes Audi als Hauptsponsor und Kooperationspartner bekanntgegeben. In Folge dieser Kooperation wurde 2016 auf der North American International Auto Show in Detroit ein Rover-Prototyp mit dem Namen Audi lunar quattro vorgestellt.
Am 29. November 2016 wurde die Unterzeichnung eines Startvertrags mit Spaceflight Industries für den Flug zum Mond bekanntgegeben. Da die Deadline des Google Lunar X-Prize vor dem gebuchten Starttermin lag, schieden die Part Time Scientists 2017 aus dem Wettbewerb aus.
Im Rahmen der CeBIT 2017 wurde ein weiteres Sponsoring und eine Kooperation mit Vodafone bekanntgegeben, in deren Rahmen LTE-Technologie zur Kommunikation zwischen dem Landemodul und zwei „Audi lunar quattro“ auf dem Mond eingesetzt werden sollte. Das Geschäftsmodell der Part Time Scientists sah nun vor, eigene Mondflüge zu organisieren und die Nutzlastkapazität an interessierte Personen, Organisationen oder Unternehmen vermarkten. Außerdem wollte man Einnahmen aus Merchandising erzielen. Eine erste Mondlandung sollte zunächst 2019 stattfinden, wurde aber mehrfach verschoben.
Neben diesen eigenen Plänen entwirft das Unternehmen – mittlerweile als „PTScientists“ firmierend – seit Anfang 2019 auch im Auftrag der ESA und gemeinsam mit dem Raketenbetreiber Arianespace eine mögliche Mondmission Mitte der 2020er Jahre für wissenschaftliche Zwecke. Hierbei würden eine Ariane-64-Rakete und der Alina-Lander eingesetzt, um Explorationsausrüstung zur Gewinnung von Wasser aus dem Mondgestein Regolith auf die Mondoberfläche zu bringen.
Nachdem das Unternehmen größere Büro- und Werkstatträume bezogen und dutzende weitere Mitarbeiter eingestellt hatte, geriet es in finanzielle Schwierigkeiten und musste am 5. Juli 2019 Insolvenz anmelden. Zwei Monate darauf konnte der Berliner Logistikdienstleister Zeitfracht als neuer Investor gewonnen werden. Er übernahm den Betrieb der insolventen PTScientists GmbH mitsamt 60 von vormals 70 Mitarbeitern und führt ihn unter der neuen Planetary Transportation Systems GmbH fort. Sowohl die Missionsstudie mit Arianespace als auch die Entwicklung des Landers sollen fortgesetzt werden. Nach erfolgreicher Sanierung übernahm das Management Team von Planetary Transportation Systems (PTS) zum Januar 2020 im Rahmen eines Management-Buy-outs von der Zeitfracht-Unternehmensgruppe wieder die komplette Verantwortung für das Unternehmen.

## Gerätschaften

### Lander

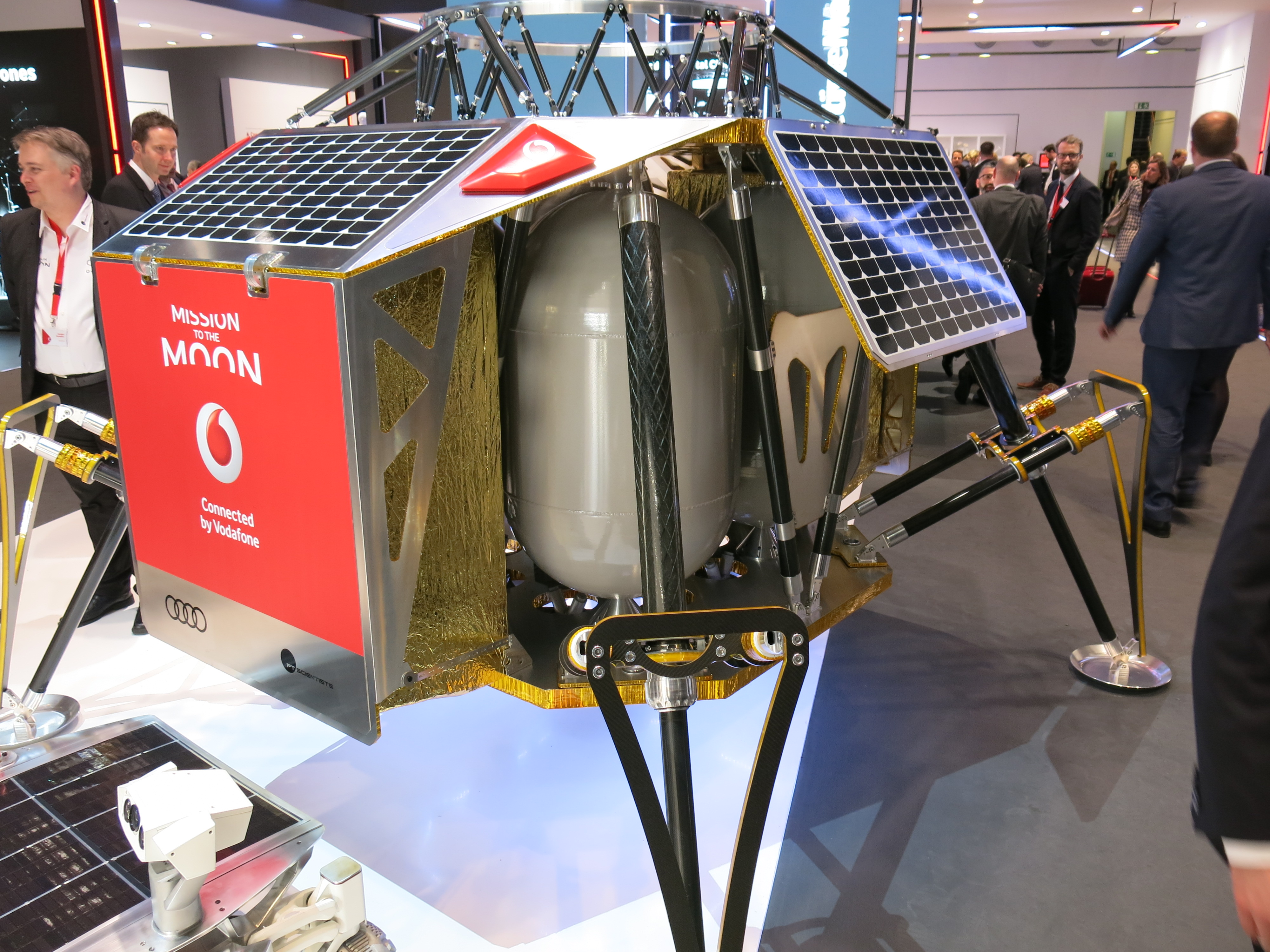
Alina (Autonomous Landing and Navigation Module) auf der Cebit 2017

Ein erster Lander-Prototyp namens Jules Verne R0 – benannt nach dem französischen Schriftsteller und Science-Fiction-Pionier Jules Verne – war im Dezember 2010 vorgestellt worden. Am 14. Dezember 2014 gab PTScientists die Rekrutierung des studentischen Raumfahrtteams Space Team der Technischen Universität Wien zur weiteren Entwicklung des Landers bekannt. Es wurde ein Prototyp im Maßstab 1:1 gebaut.
Im Jahr 2016 wurde ein Modell des geplanten Landemoduls namens Alina (Autonomous Landing and Navigation Module) auf der in Berlin stattfindenden Internationalen Luft- und Raumfahrtausstellung (ILA) vorgestellt. Geplant war ein etwa 330 kg schweres Trägersystem, das mit Hilfe von sieben Kameras eigenständig landen sollte. Später wurde der geplante Lander vergrößert; als Startmasse (inklusive Treibstoff) werden seitdem 4000 kg genannt, als Nutzlast bis zu 300 kg.
Die zusammen mit dem Lander transportierten Nutzlasten sollen sowohl abgeworfen werden als auch am Lander verbleiben können. Auch sollen CubeSats vor der Landung in einem Mond-Orbit abgesetzt werden können.

### Rover

#### Prototypen

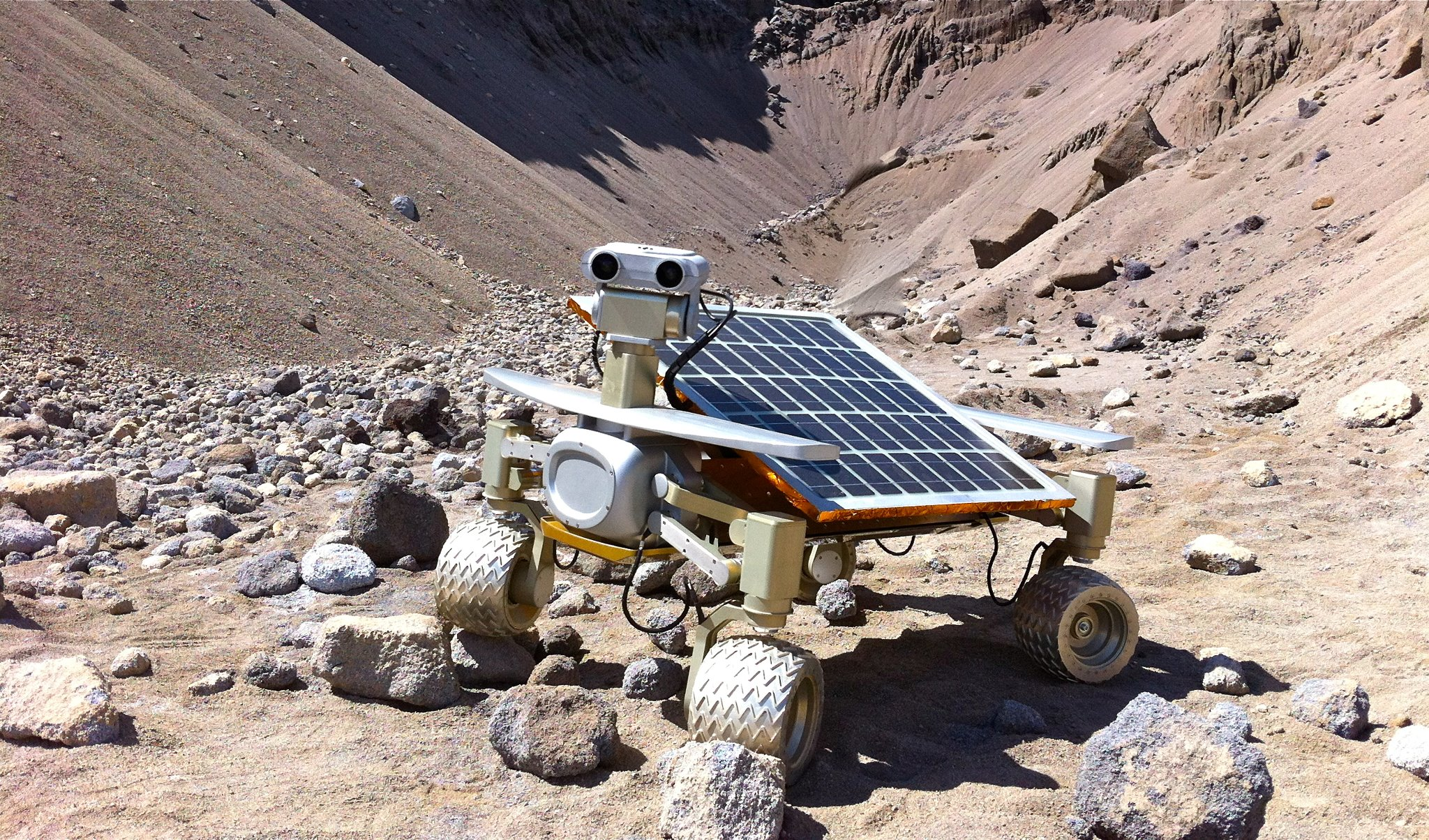
Rover Asimov Jr. R3 bei Fahrtests Ende April 2012 am Schlackenberg des Erzberg

Bis 2016 wurden von oder im Auftrag der Part Time Scientists fünf Rover-Prototypen entwickelt und gebaut:
- Asimov Jr. R1 – vorgestellt auf dem Chaos Communication Congress 26C3 in Berlin Ende Dezember 2009
- Asimov Jr. R2 – vorgestellt auf der Internationalen Luft- und Raumfahrtausstellung Berlin 2010
- Asimov Jr. R0 – vorgestellt auf dem Chaos Communication Congress 27C3 in Berlin Ende Dezember 2010
- Asimov Jr. R3 – vorgestellt auf dem Chaos Communication Congress 28C3 in Berlin Ende Dezember 2011
- Audi lunar quattro – MockUp, vorgestellt auf dem Advertising Festival in Cannes im Juni 2015[28]
- Audi lunar quattro – Prototyp, Detroit Motor Show im Januar 2016[8]

Die ersten Rover wurden nach dem bekannten russisch-amerikanischen Biochemiker und Science-Fiction-Schriftsteller Isaac Asimov benannt. Prototypen, die nicht weltraumtauglich sind, hatten – zumindest anfangs – den Namenszusatz „Jr.“; zusätzlich waren die Prototypen nach Revision aufsteigend durchnummeriert. Bei dem Prototyp R0 handelt es sich hingegen um ein Mock-up zu Anschauungszwecken.

#### Audi lunar quattro

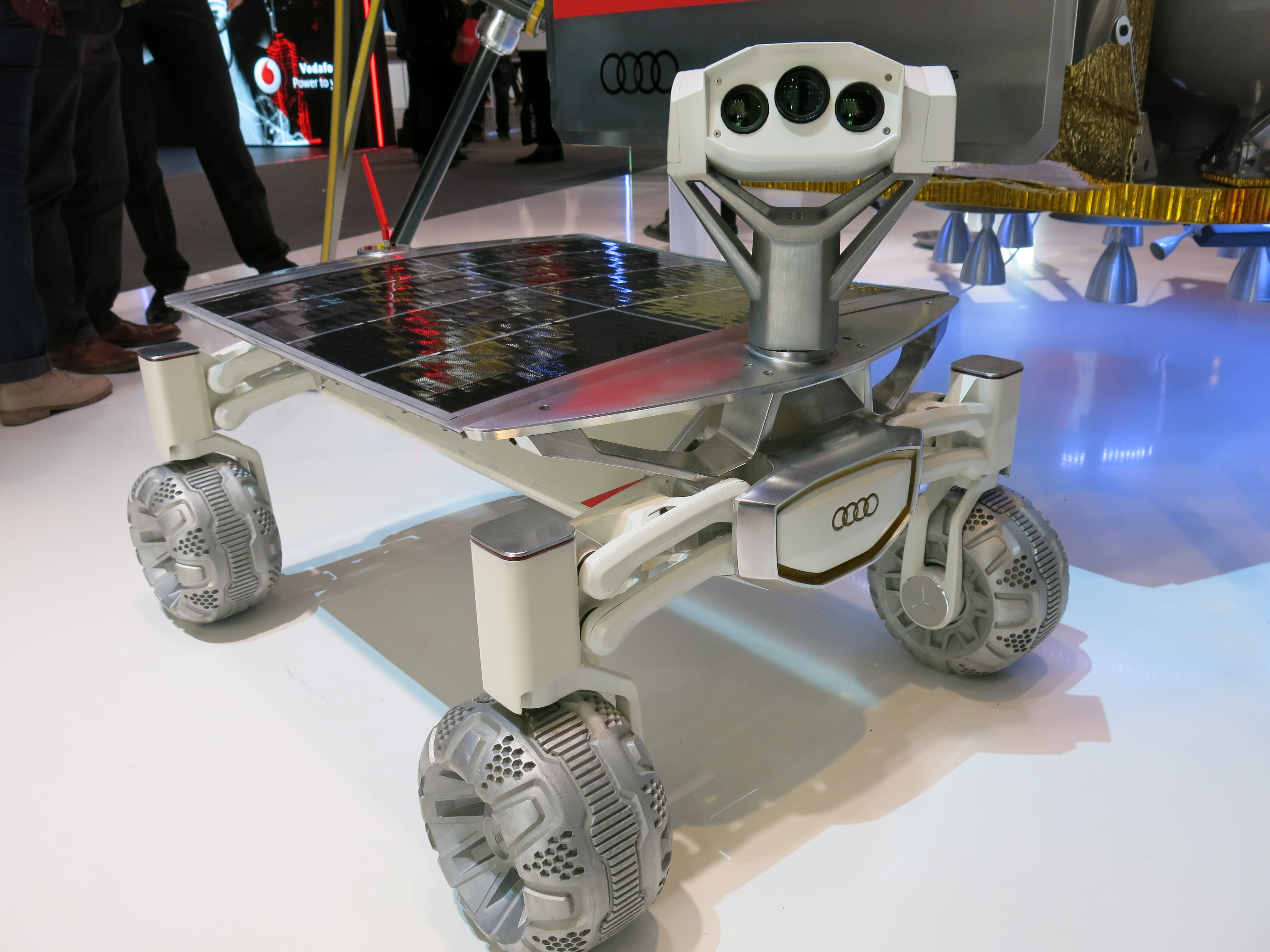
Audi lunar quattro

Der Audi lunar quattro wurde als Mock-Up zuerst auf dem Advertising Festival in Cannes im Juni 2015 vorgestellt. Ziel der Unterstützung durch Audi war laut Selbstdarstellung der beiden Unternehmen nicht nur ein monetäres Sponsoring, sondern Audi habe auch Technologien für den Rover beigetragen.
Anfang 2016 wurde ein fahrfähiger Prototyp auf der North American International Auto Show in Detroit vorgestellt, der in Zusammenarbeit mit Audi entstanden sei. Ein Großteil dieses Rovers habe aus Aluminium bestanden und sei mit einem 3D-Drucker hergestellt worden, so dass das Gesamtgewicht des Rovers unter 30 Kilogramm betragen habe.

#### Nutzlast
Der Rover Audi lunar quattro soll 5 kg Nutzlast aufnehmen können. Hierzu sollen mehrere Nutzlastmöglichkeiten im standardisierten CubeSat-Format vorhanden sein, die man an wissenschaftlichen Einrichtungen und kommerziellen Interessenten zu vermarkten versucht. Zwei Nutzlasteinheiten pro Rover sind als sogenannte „Drop Container“ konzipiert; diese sollten vom Mondrover auf der Mondoberfläche „fallen gelassen“ werden. Insgesamt drei Einheiten sollen in den Rovern verbleiben.

## „Mission to the Moon“
Die „Mission to the Moon“ ist ein Konzept für einen ersten Mondflug mit dem Lander „Alina“. Sie wurde ursprünglich im Rahmen des Wettbewerbs Google Lunar X-Prize entworfen und später in einen Plan für einen kommerziellen Mondflug umgewandelt. Der Alina-Lander soll auf einer Trägerrakete in eine niedrige Erdumlaufbahn transportiert werden und von dort Kurs in Richtung Mond nehmen, bevor er in eine Mond-Umlaufbahn einschwenkt und landet. Ziel ist die Durchführung der ersten „europäischen Mondlandemission“.

### Trägerrakete
Als Trägerrakete war lange Zeit eine russisch/ukrainische Dnepr im Gespräch. Alternativ war ein Wechsel auf die indische Rakete PSLV oder die Falcon 9 des amerikanischen Unternehmens SpaceX möglich. Am 29. November 2016 wurde die Unterzeichnung eines Startvertrags mit Spaceflight Industries für den Flug mit einer Falcon 9 zum Mond bekannt gegeben. Ein Start wurde zunächst für das Jahr 2019 in Aussicht gestellt. Nach mehreren Verschiebungen und der Insolvenz im Juli 2019 und späterer Übernahme durch Zeitfracht wurde der Flug für das Jahr 2022 angestrebt.

### Planung für den Lunar X-Prize

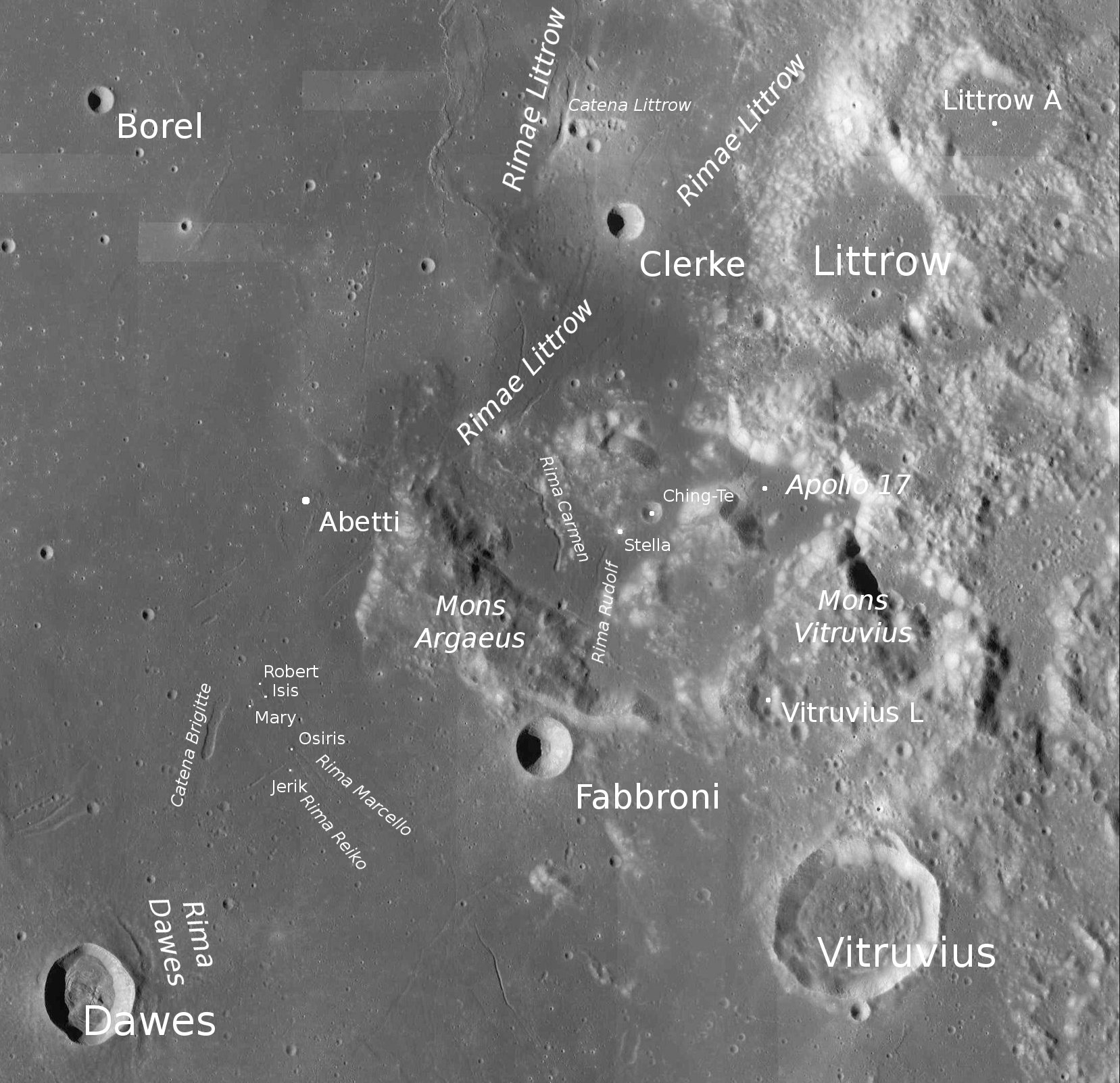
Landestelle von Apollo 17 und weitere Umgebung

Für den X-Prize-Wettbewerb war geplant, dass der Lander zwei Rover zur Mondoberfläche transportiert, um diese zu erkunden und Bilder und Videos zur Erde zu übertragen. Als Landeplatz war das Taurus-Littrow-Tal vorgesehen, um dort die Landestelle der Apollo-17-Mission und insbesondere des Lunar Roving Vehicles zu untersuchen. Laut Angaben des Teams wäre es interessant gewesen, den Einfluss von mehreren Jahrzehnten Weltraumbedingungen auf die genutzten Materialien des Apollo-Rovers zu untersuchen. Die Untersuchungen sollten mittels Spektralanalyse durch eine am „Kopf“ des Rovers angebrachte Kamera durchgeführt werden.
Im Jahr 2015 gab Part-Time Scientists bekannt, dass das kanadische Unternehmen Gedex sein Gravimeter HD-AGG (High-Definition Airborne Gravity Gradiometer) mit auf den Mond senden wolle. Ziel war es, Aufschluss über bestimmte Schwereanomalien zu erhalten, die zuerst von den Lunar-Orbiter-Satelliten und später während der Apollo-17-Mission gemessen wurden. Einer der „Drop Container“ in einem Rover wurde für das Lunar Plant Growth Experiment des Ames Research Center der NASA reserviert.
2017 wurde Vodafone als zweiter Hauptsponsor gewonnen. Die Zusammenarbeit wurde mit einem technischen Konzept hinterlegt, das die Verwendung von LTE-Mobilfunktechnologie für die Kommunikation zwischen den Rovern und dem Lander vorsieht.

### Kooperation mit Wikimedia
Im April 2016 veröffentlichte die Wikimedia Foundation in ihrem „Meta-Wiki“ einen Artikel über ein Projekt namens „Wikipedia to the Moon“, das in Zusammenarbeit mit den Part Time Scientists geplant war. Das Ziel des Projektvorschlags war, ein Speichermedium mit Teilen der Wikipedia in Form einer Zeitkapsel auf den Mond zu bringen und damit den heutigen Wissenstand für zukünftige Generationen zu sichern. Zusammen mit der Community der Wikimedia sollte herausgefunden werden, welche Daten auf das Speichermedium gebracht werden sollen und wie man eine Art Anleitung zum Lesen dieser Daten gestaltet werden kann. Nach der Veröffentlichung des Artikels wurde dieser innerhalb von 24 Stunden in 50 Sprachen übersetzt.

## Unternehmen

### Niederlassungen
Der Hauptsitz von Planetary Transportation Systems ist Berlin. Die Vorläufergesellschaft PTScientists eröffnete Anfang 2018 auch eine Niederlassung in den USA, PTS im Juni 2022 im Flughafen Rostock-Laage. Es ist geplant, weitere Unternehmen in Rostock anzusiedeln.

### Partner
Laut eigener Angaben arbeitet das Unternehmen mit folgenden Organisationen zusammen:
„Technologiepartner“ (Hauptsponsoren)
- Audi
- Vodafone

Wissenschaftliche und akademische Missionspartner
- Deutsches Zentrum für Luft- und Raumfahrt
- Universität Würzburg
- Internationale Universität Rabat
- HTBLuVA Salzburg

Lieferanten und Dienstleister
- Riedel
- Scisys
- Laserforce
- Ventrex

### Geschäftsdaten
Die Bilanz der PTScientists GmbH wies zum 31. Dezember 2017 ein gezeichnetes Kapital von 33.600 Euro, Gewinnrücklagen von rund 390.000 Euro und einen Bilanzverlust von 1,96 Millionen Euro aus. Im Zeitraum Januar 2018 bis März 2019 wurde das gezeichnete Kapital um rund 24.000 Euro erhöht.

## Auszeichnungen
2015:
- Google Lunar X-Prize „Milestone Prize“ in der Kategorie „Mobility“ (250.000 $ Preisgeld)[43]

- Google Lunar X-Prize „Milestone Prize“ in der Kategorie „Imaging“ (500.000 $ Preisgeld)[43]

2016:
- Cannes Lions – Shortlist-Eintrag in der Kategorie Outdoor mit Mission to the Moon von thjnk[44]

- Cannes Lions – Bronzener Löwe in der Kategorie Promo And Activation mit Mission to the Moon von thjnk[45]

## Sonstiges
- Am 28. März 2012 waren die PTScientists zu Gast bei Steffen Hallaschka in der Sendung Stern TV auf RTL.[46][47]
- Der Audi lunar quattro wurde auf der Detroit Motor Show unter Beisein des Astronauten Eugene Cernan (Astronaut der Apollo-17-Mission) präsentiert.[36]
- Die zweite Episode[48] der von J.J. Abrams produzierten und von Orlando von Einsiedel umgesetzten Dokumentarserie Moon Shot[49] wurde den PTScientists gewidmet.
- Der Audi lunar quattro hatte einen Auftritt im Film Alien: Covenant.[50]